# Каминский, Фёдор Иванович
Фёдор Иванович Каминский (1845—1891) — русский археолог, первооткрыватель украинского палеолита.
Был учителем. В 1873 году провел раскопки Гонцовской стоянки. Сделанные им находки вошли в состав известного в своё время музея Е. Н. Скржинской.
Открытие им в одной могиле остатков человека палеолитической эпохи было изложено им в 1 т. «Трудов 3-го киевского археологического съезда». Напечатал в «Киевской старине» две заметки о сказке: «О 7-летних богатырях» (1889, № 5-6) и о Шевченко (1885, III).

## Источник
- Каминский, Федор Иванович // Энциклопедический словарь Брокгауза и Ефрона : в 86 т. (82 т. и 4 доп.). — СПб., 1890—1907.